# Pernilla Oscarsson
Emma Maria Pernilla Östling Oscarsson, född 15 juli 1975 i Vasa församling i Göteborg, död 25 januari 2023 i Skara domkyrkodistrikt, var en svensk skådespelare och filmarbetare.

## Biografi
Som barn spelade Pernilla Oscarsson Gertrud Sparvöga i TV-serien Sparvöga (1989). Hon arbetade även med filmproduktionerna Arn – Tempelriddaren (2007) och Arn – Riket vid vägens slut (2008). Oscarsson var också anställd på Medeltidens värld i Götene, där hon var djuransvarig.
Pernilla Oscarsson var dotter till skådespelarna Per Oscarsson och Kia Östling  samt halvsyster till skådespelaren Boman Oscarsson.
Hon dog i sviterna av en livslång njursjukdom. Hon var under många år engagerad i Njurförbundet, bland annat som styrelseledamot i Njurförbundet Västsverige.

## Filmografi i urval
- 1989 – Sparvöga (TV-serie)
- 1992 – Das Geheimnis des Steins
- 2007 – Arn – Tempelriddaren
- 2008 – Arn – Riket vid vägens slut